# Hastings (Florida)
Hastings ist ein Census-designated place im St. Johns County im US-Bundesstaat Florida. Das U.S. Census Bureau hat bei der Volkszählung 2020 eine Einwohnerzahl von 1.262 ermittelt. Es war ehemals eine inkorporierte Stadt.

## Geographie
Hastings liegt rund 25 km südwestlich von St. Augustine sowie etwa 60 km südlich von Jacksonville.

## Geschichte
Die Stadt wurde 1909 gegründet. Eine Bahnstrecke wurde 1885 von der Saint Augustine and Palatka Railroad zwischen East Palatka und St. Augustine über das Gebiet von Hastings erbaut. In den 1960er Jahren wurde der Abschnitt zwischen Hastings und East Palatka stillgelegt, der Teil nach St. Augustine wird heute von der Florida East Coast Railway betrieben.

## Demographische Daten
Laut der Volkszählung 2010 verteilten sich die damaligen 580 Einwohner auf 312 Haushalte. Die Bevölkerungsdichte lag bei 341,2 Einw./km². 48,1 % der Bevölkerung bezeichneten sich als Weiße, 48,3 % als Afroamerikaner, 0,5 % als Indianer und 0,3 % als Asian Americans. 1,0 % gaben die Angehörigkeit zu einer anderen Ethnie und 1,7 % zu mehreren Ethnien an. 4,5 % der Bevölkerung bestand aus Hispanics oder Latinos.
Im Jahr 2010 lebten in 30,3 % aller Haushalte Kinder unter 18 Jahren sowie 35,5 % aller Haushalte Personen mit mindestens 65 Jahren. 63,2 % der Haushalte waren Familienhaushalte (bestehend aus verheirateten Paaren mit oder ohne Nachkommen bzw. einem Elternteil mit Nachkomme). Die durchschnittliche Größe eines Haushalts lag bei 2,49 Personen und die durchschnittliche Familiengröße bei 3,04 Personen.
24,2 % der Bevölkerung waren jünger als 20 Jahre, 22,5 % waren 20 bis 39 Jahre alt, 29,4 % waren 40 bis 59 Jahre alt und 23,9 % waren mindestens 60 Jahre alt. Das mittlere Alter betrug 42 Jahre. 48,6 % der Bevölkerung waren männlich und 51,4 % weiblich.
Das durchschnittliche Jahreseinkommen lag bei 26.184 $, dabei lebten 26,5 % der Bevölkerung unter der Armutsgrenze.
Im Jahr 2000 war englisch die Muttersprache von 100 % der Bevölkerung.

## Sehenswürdigkeiten
Das Hastings Community Center und die Hastings High School sind im National Register of Historic Places gelistet.

## Verkehr
Hastings wird von der Florida State Road 207 durchquert. Der nächste Flughafen ist der Gainesville Regional Airport (rund 85 km westlich).